# Галактичне гало

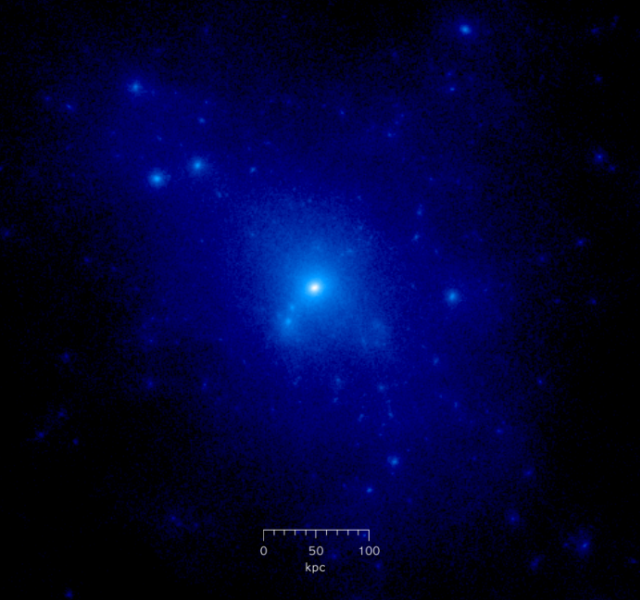
Симуляція гало галактики за допомогою N-body симуляції.

Га́ло гала́ктики — невидимий компонент галактики, сферичної форми, який простягається за видиму частину галактики.
В основному складається з розрідженого гарячого газу, зірок і темної матерії. Остання становить основну масу галактики.